# Pinkly Smooth
Pinkly Smooth var ett amerikanskt Avant-garde Metalband. Bandet skapades 2001 av den nu avlidne trummisen och sångaren The Rev från bandet Avenged Sevenfold, tillsammans med gitarristen Synyster Gates, även han från Avenged Sevenfold. Basist i bandet var Buck Silverspur (under namnet El Diablo), "andretrummis" var D-Rock (under namnet Super Loop).
Bandet har endast släppt ett album, Unfortunate Snort.

## Medlemmar
Senaste medlemmar
- The Rev ("Rathead", f. James Owen Sullivan) – sång, piano, trummor (2001–2002, 2007–2009)
- Synyster Gates (f. Brian Elwin Haner, Jr.) – gitarr (2001–2002, 2007–2009)

Tidigare medlemmar
- Justin Sane (f. Justin Meacham) – keyboard, piano (2001)
- Buck Silverspur ("El Diablo") – basgitarr (2001–2002)
- D-Rock ("Super Loop", f. Derek Eglit) - trummor (2001–2002)

## Diskografi
Studioalbum
- 2002 – Unfortunate Snort